# 藤井健一 (プロレスラー)
藤井 健一（ふじい けんいち、1972年9月9日 - ）は、日本のプロレスラー。大阪府藤井寺市出身。

## 経歴
- 少年時代からプロレスラーを夢見たが、体格に恵まれず断念。

しかし、大仁田厚の胸いっぱいの生きざまに感化され、30代半ばにして一念発起。3年間、独自にトレーニングを積んだのち、憧れの大仁田に弟子入りを志願。直訴が実って付き人に採用された。
- 2012年5月11日、大仁田興行・新宿FACE大会にて、対ダンプ松本&レザーフェイス戦（パートナーは戸井克成）でデビュー。
- 大仁田の旗振りとして、警備会社の取締役として働いていたが、大仁田に心酔しすぎて会社を辞める事を決意する。大仁田に理由を聞かれると、『大将を守りたいから』と一言。 これを聞いた大仁田から、『家族も居る事だし、早まるな。でもお前が本気なら、プロレスラーとしてデビューしてみろ！今の年（当時40歳）から、死ぬ気でやってみろ！』と助言された。

これを受けた藤井は会社で通常業務に加え、トレーニングを開始。
- 2013年の第五回ZERO1タッグトーナメント『風林火山』に師匠である大仁田厚のタッグで出場するもあえなく敗退する。
- 空手初段（南河内大会ベスト8）をとるほどの腕前の持ち主である。

## 主な参戦団体
- 大仁田厚自主興行
- ZERO1
- アパッチプロレス軍

## 入場テーマ曲
札幌のパンクバンドBLAGの｢DRASTIC 4LIFE｣